# Avenida Nueva Granada (Caracas)
Avenida Nueva Granada es el nombre que recibe una arteria vial localizada en el Municipio Libertador al oeste del Distrito Metropolitano de Caracas y al centro norte del país sudamericano de Venezuela. Debe su nombre al extinto Virreinato de Nueva Granada, del cual Venezuela hizo parte por muchos años hasta su independencia de España.

## Descripción

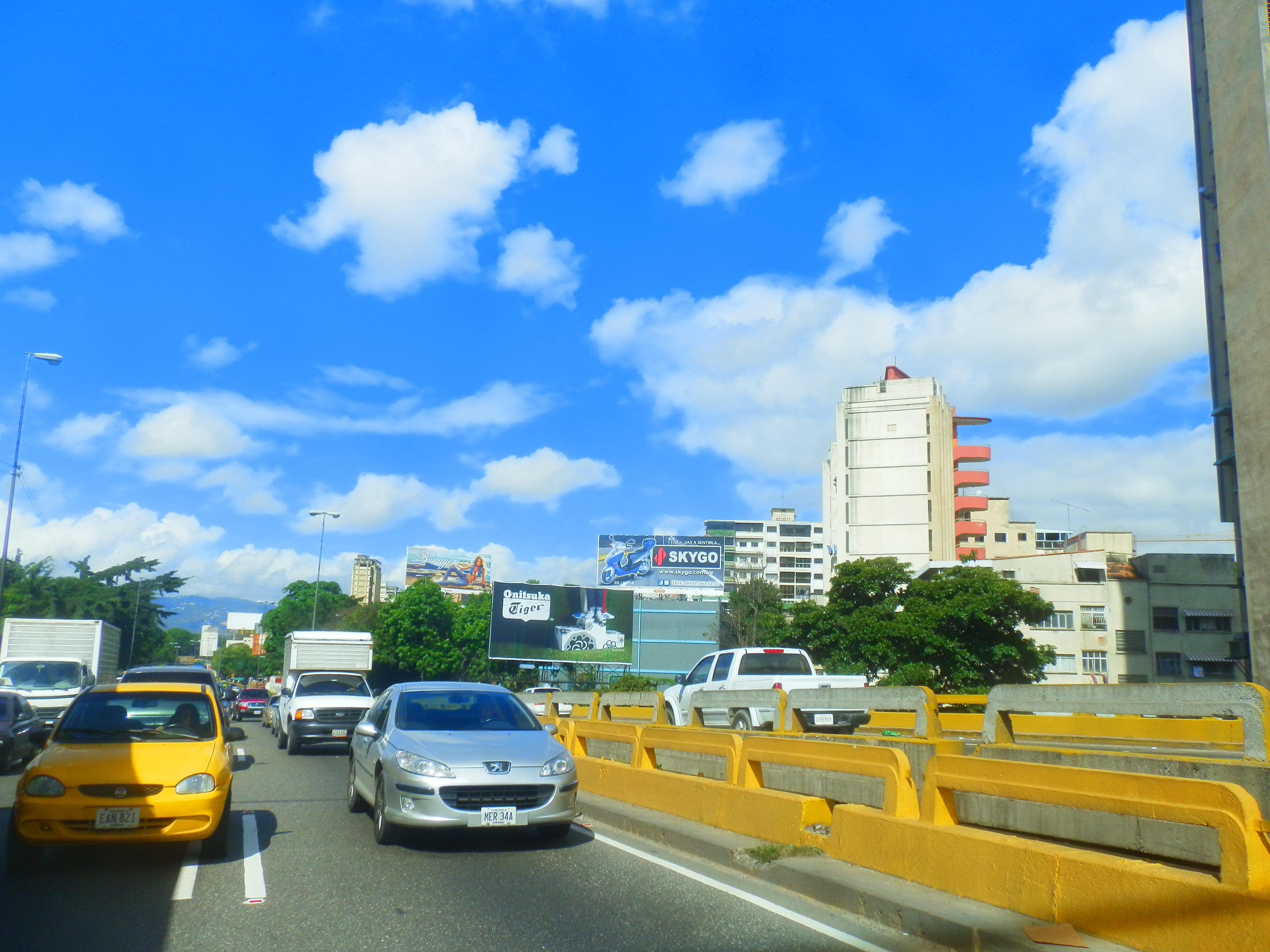
Elevado hacia la Avenida Nueva Granada en 2012

Se trata de una vía que comunica la Avenida Guzmán Blanco (Cota 905), la Avenida Fuerzas Armadas y la Avenida Victoria a la altura del sector el Peaje con la Autopista Valle Coche  y la Avenida Intercomunal de El Valle a la altura del Distribuidor La Bandera.
Fue construida en la década de 1950 del siglo XX en lo que antes fue la "Colonia el camino de El Valle". En 2015 fue cerrada temporalmente para las obras de construcción de un nuevo elevado que comunica la Avenida Presidente Medina con la cota 905 (Avenida Guzmán Blanco).
En su recorrido se vincula con la Avenida Principal del Desvío, la Avenida Zuloaga, Avenida Instituto, Avenida Roosevelt (y el elevado de Avenida Roosevelt), Avenida El Colegio, Calle Padre Machado, Calle Branger, Avenida La Línea, Avenida Floresta, Calle Delgado, Avenida Louis Braille, Calle Lourdes, Calle del Comercio, Calle Helicoide, entre otras.
En su trayecto se pueden nombrar diversos puntos: el Centro Comercial Multiplaza Victoria, la sede del Inces, el Centro Comercial La Bandera, la estación de Metro La Bandera (línea 3 del metro de Caracas), el Terminal de Pasajeros La Bandera, el Parque Italo Americano y la estación los Ilustres del Buscaracas.
Hasta 1998 sirvió de acceso al transporte interurbano proveniente del centro y occidente del país hacia el Terminal Nuevo Circo.